# 鲍尔温机车厂
39°51′33″N 75°19′38″W / 39.85917°N 75.32722°W

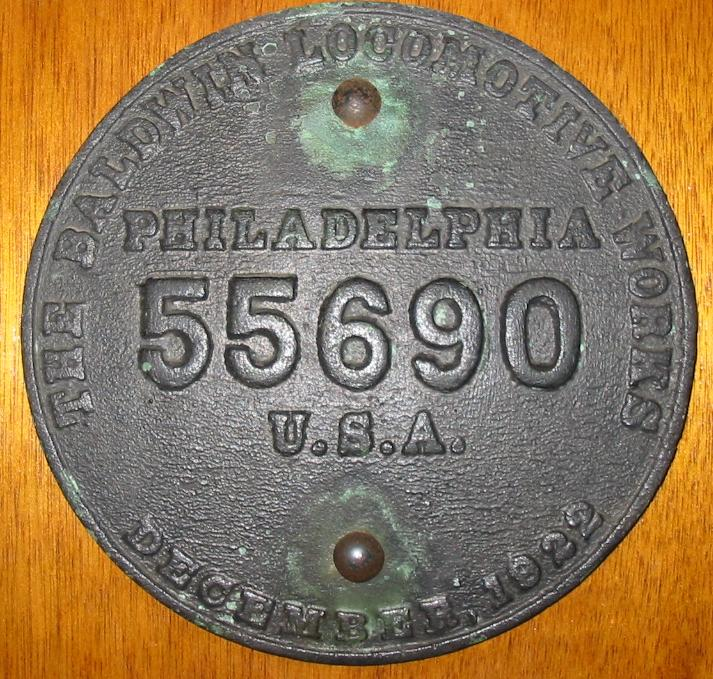
鲍尔温的制造铭牌

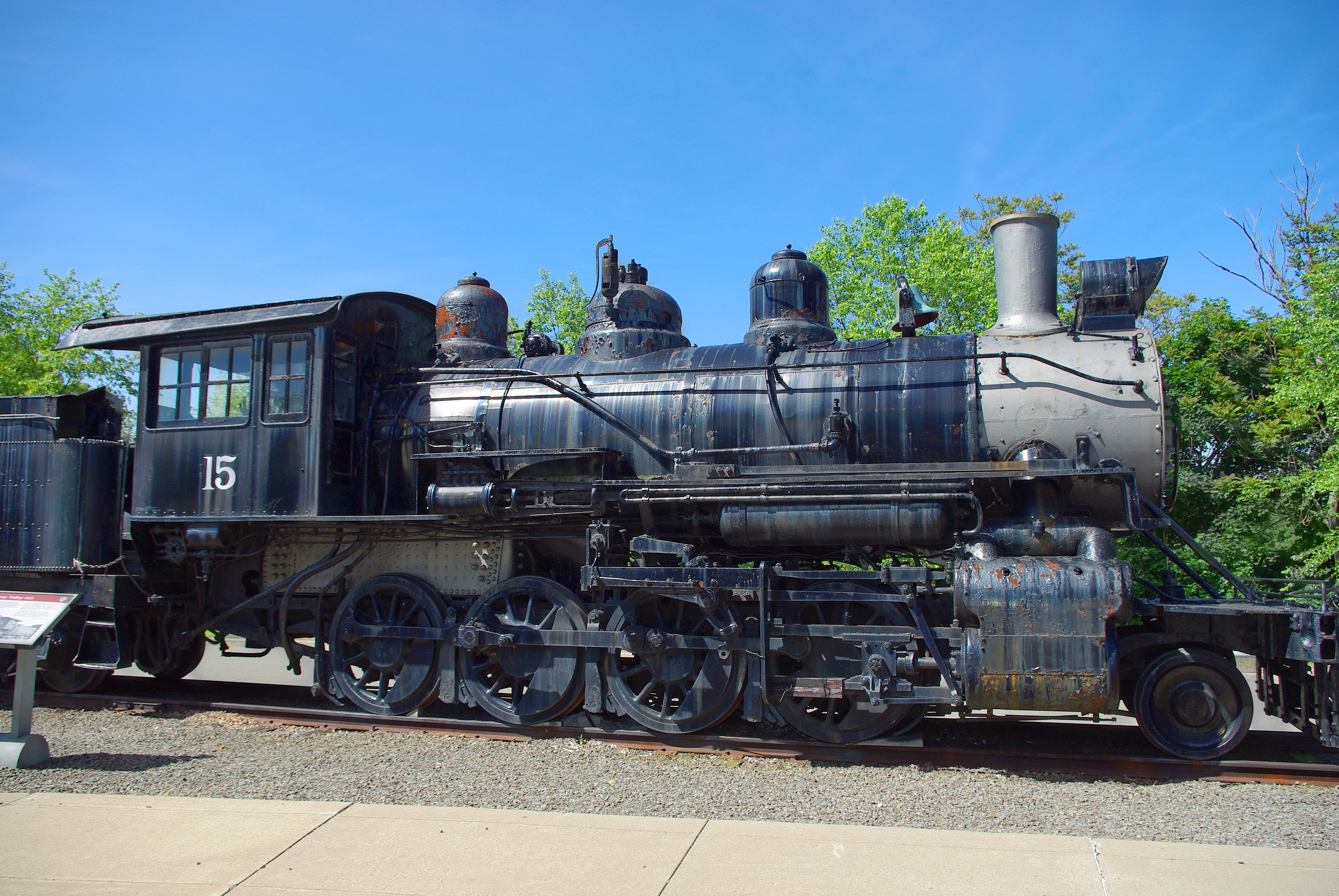
鲍尔温加强型2-8-0轴式机车，1916年为奥奈达和西部铁路公司制造，1937－1953新泽西Rahway山谷铁路公司的短线铁路运行，现陈列于国家蒸汽镇博物馆

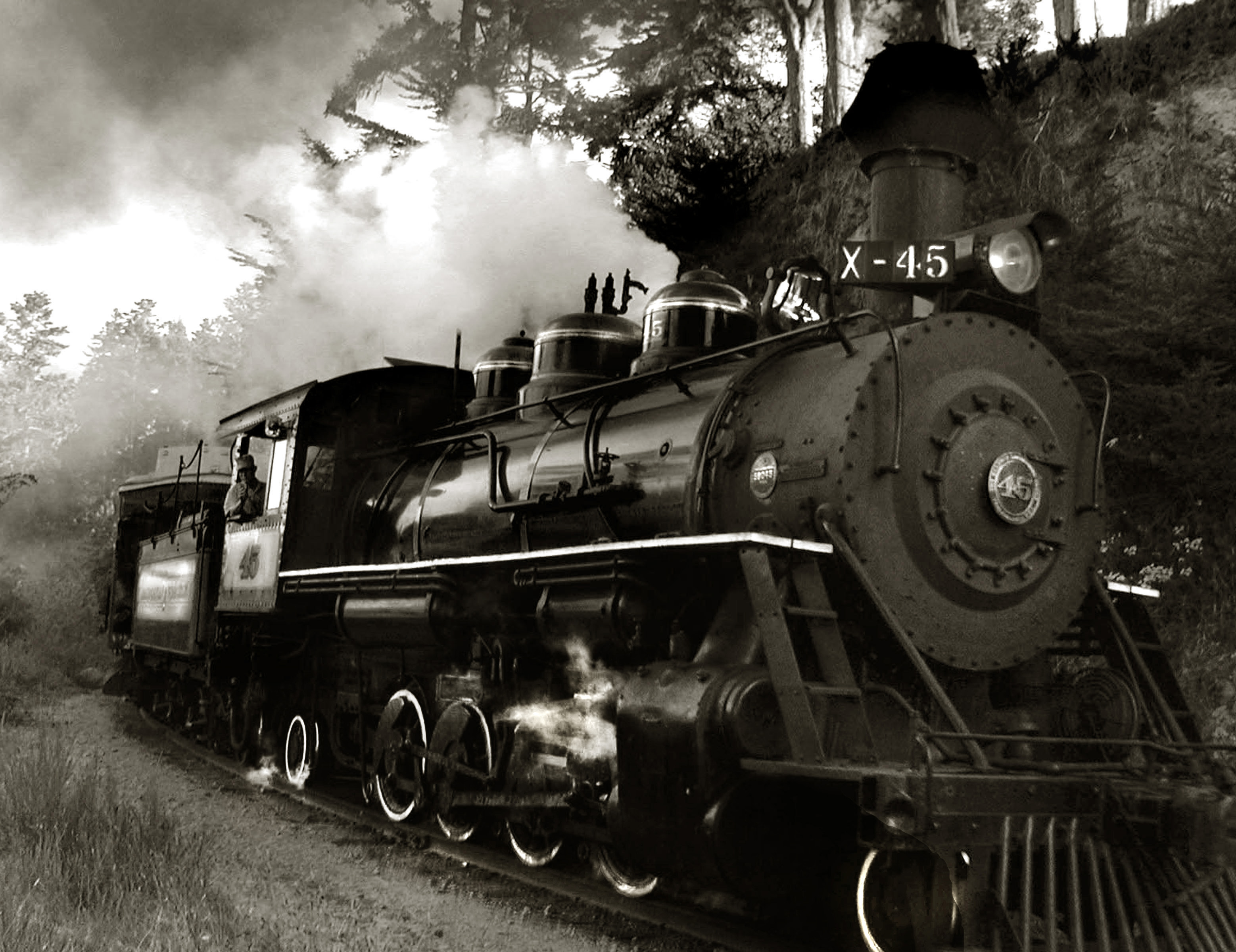
加尼福尼亚西部铁路公司45号机车（1924年，制造编号58045），2-8-2轴式"Mikado"机车，依然在牵引“臭鼬”列车（Skunk Train）

鲍尔温机车工厂最初坐落在美国宾夕法尼亚州（宾州）费城，但随后迁移至宾州的艾迪史顿（eddystone）。鲍尔温在蒸汽机车制造上取得了巨大的成功，然而没能成功转型内燃机车。随着蒸汽机车被内燃机车淘汰，鲍尔温逐渐失去了市场，1956年停止生产机车，1972年停止了业务。

## 开创
鲍尔温机车厂的创建并不显眼，创始人马提亚·鲍尔温是名珠宝商兼银匠。1825年鲍尔温和一名机械师一起制造订书机和印花机的汽缸。鲍尔温设计并制造了一个小型固定型引擎，工厂优良的管理和高效率取得了巨大的成功。鲍尔温开始关注其他类似领域，最后他把目光转向了蒸汽机。最初60年的引擎用于工厂的动力源，现在华盛顿史密生博物馆保留有展品。
1831年，应费城博物馆的要求，鲍尔温为展览制造了一台迷你蒸汽机车并取得了成功，这让一家铁路公司开出订单，为费城郊区铁路订购了一台机车。卡姆登和安伯伊铁路公司不久前刚从英格兰进口了名叫约翰·布尔的机车，该车储存在新泽西的Borden镇，Isaac Dripps（C&A主席罗伯特·L·斯蒂夫斯的指导下）尚未组装该车。鲍尔温本人到该厂巡查，仔细检查和测量了机车各部分零件，最后以此为基础开始了他的机车制造
制造第一台机车并不容易，因为当时并无现代化机器。汽缸只能在木台上依靠人工打凿，工人们学习着如何更好的完成工作，鲍尔温本人也出了不少力。第一台机车历尽艰难于1832年11月23日完工，命名为Old Ironsides，开始在费城-德国镇至诺里斯镇之间的铁路上试运营，随后投入正式运营并运行了20年。该车重约5吨，四个直径54英寸 (1.37m)的车轮，活塞直径9½英寸(24cm)，冲程（stroke）为18inches (45.7cm)， 车轮为铸铁轮毂，木制轮辐和轮缘，锻钢轮箍，车轮框架为木制。

## 早年
鲍尔温机车厂在1837年经济危机中勉力维持，1837－1840年间，机车产量由40台跌落到9台，公司债台高筑。马提亚.鲍尔温战略性地引进了合伙人，乔治·威尔和乔治·哈福提。虽然合作时间不长，但他们帮助鲍尔温渡过了艰难的时刻。则拉赫·科尔伯恩是鲍尔温机车工厂最亲密的工程师之一。在1854－1861年间，当Colburn越来越少留在伦敦，然后经常接触鲍尔温后，这位在他的周报上鼓吹铁路的记者开始把溢美之词献给鲍尔温工厂。
鲍尔温最初在费城“宽街”的0.79 km2（196英亩）的商店制造蒸汽机车。1906年转移到了宾西法尼亚州的Eddystone城，厂房面积增加到了2.5 km2（616英亩）。在“宽街”的厂房虽然狭窄，但依然是宏大而复杂，占据了八个街区，从“宽街”到第十八街，春天公园到雷丁路，刚好到贵族街。Eddystone城的场地绵延600英亩，年产机车能力达到3000台。工厂迁移在1920年彻底完成。
1850年代，全国性铁路建设如火如荼，更多的列车需要牵引，特别是中西部和南方，这驱使大量的对鲍尔温机车的需求，这也让更多的公司进入机车竞争的市场，使得鲍尔温机场厂感到了压力。1850年代早期，为了加快生产，鲍尔温机车厂采取了计件工资制度。这激发了工人的积极性。1857年，公司雇用了600人生产了66台机车。但1857年经济危机再次降低了生产率，1858的产量降低为上一年的一半。

## 1860-1870年

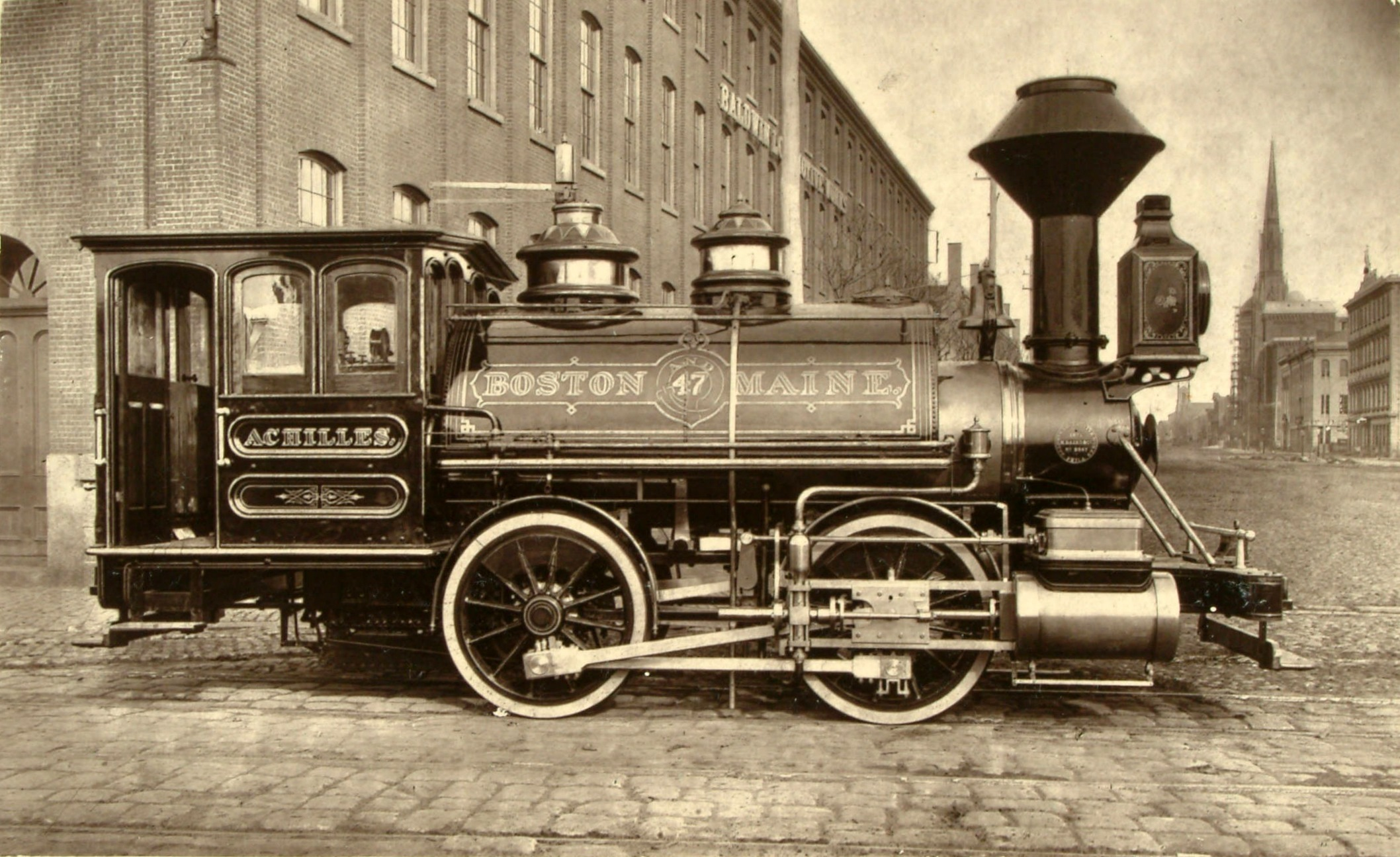
0-4-0燃料为木头的机车，缅因州和波斯顿，1871阿喀琉斯

1860年代发生的美国内战起初对鲍尔温是一场灾难，根据约翰·K·布朗在《鲍尔温机车厂，1831年-1915年：美国工业实践研究》中所述，内战开始时，南方铁路是鲍尔温机车厂的主要客户，这使他大大依赖于南方市场，1860年鲍尔温机场的约80％的产品供给了后来分裂出去的南方各州，这造成了1861年的产量锐减为前一年的50％。然而，由于铁路运输的迅猛增长，美国军事铁路和宾州铁路公司的订单填补了鲍尔温在南方损失的订单。1861年-1865年的内战期间，鲍尔温制造了超过100台机车。
1866年公司创始者马提亚·鲍尔温逝世，此时他的公司和罗格斯机车和机器工厂合称机车业界两大顶级生产者。到1870年鲍尔温占据了最大的市场份额，十年之后的美国制造业统计显示，鲍尔温的产量是其最接近的竞争者的2.5倍。

## 走向衰落

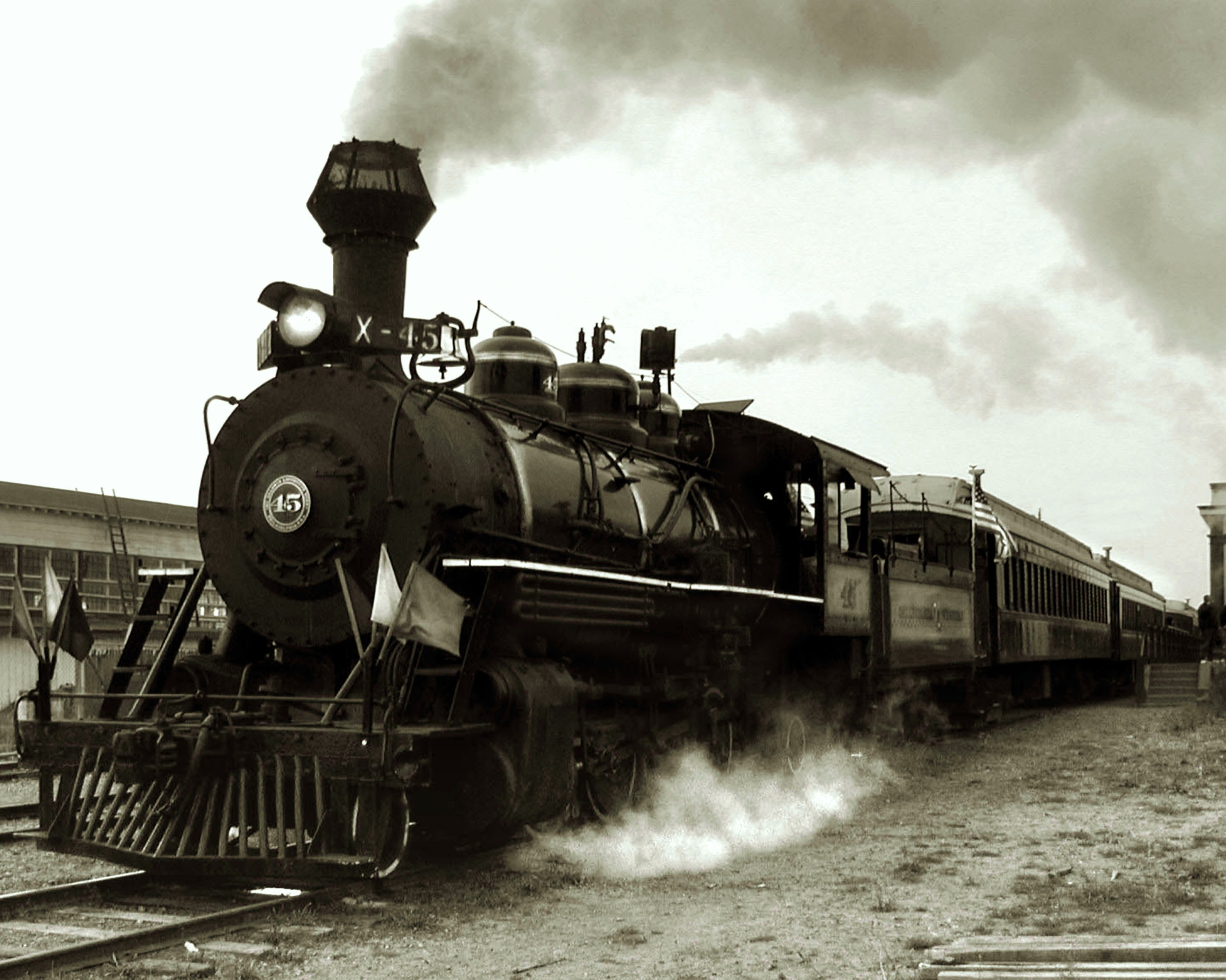
California Western Railroad #45 arrives at depot on July 4, 2001

1898年-1907年间，美国的铁路工业获得了显著的发展，1905年国内对机车的需求达到了其最高峰。鲍尔温的生意在此时期不仅实现了其“宽街”工厂的现代化，而且生意飞速增长。但也面临着诸多挑战，如费城工厂的空间局限，通货膨胀，劳动力价格上涨，机车的大型化，劳资关系的紧张，竞争对手如美国机车公司的紧逼。一年以后，美国洲际贸易委员会（ICC）加大了工作力度，（关于禁止歧视性增加长途或短途运费）的实施，加剧了1907年经济危机，所有这些事件给铁路工业造成了负面影响，特别是机车制造者。
受此影响，鲍尔温的产量从1906年的2666台下降到1908年的614台，因此鲍尔温开始裁员，从1907年的18499人下降到1907年的4600人。合伙人威廉·P·汉泽伊的逝世进一步打击了鲍尔温的经营，导致鲍尔温机车厂欠下了6百万美元的债务。作为应对措施，鲍尔温成立的股份公司并发行了1千万美元的债券，塞缪尔·沃克雷（Samuel Vauclain）准备用这些资金去扩大产能以应对下一次经济增长。尽管鲍尔温的官员们都反对，但塞缪尔获胜。1928年Eddystone工厂完成扩建，鲍尔温的所有的生产都转移到此，但这个厂的产量从未超过其1/3的产能。

## 一战的贡献
第一次世界大战中，鲍尔温为同盟国作出重要贡献，制造了5551台机车，包括俄国、法国、英国和美国等战争前线铁路，以及采用鲍尔温设计方案制造的机车。鲍尔温还为海军制造了火车炮（火车炮最著名的是二战时德國古斯塔夫超重型鐵道炮），为俄罗斯制造了6565355门大炮，作为雷明登武器公司的分包商，制造2百万支1914式步枪和M1917式埃菲尔德步枪.
一战后，鲍尔温持续向欧洲出口机车以代替其在战争中损失的机车，此时欧洲的工厂还未能从生产战争产品回复到铁路产品。1919到1920年间鲍尔温提供了50台4-6-0机车给巴勒斯坦战争铁路，后来该车成为巴勒斯坦H型机车。

## 衰落
一战后，内燃机车逐渐成为美国铁路的主流，鲍尔温机车厂的生意持续下跌。1920年代在主要机车工厂还集中注意力，保持美国国内蒸汽机车生意时，美国机车公司在保持蒸汽机车产品的同时，还在1920－30年代开展了战略性研发工作，保证了其在内燃机市场的支配地位。形成鲜明对照的是，鲍尔温机车厂在1930年代在内燃机方面毫无进展。公司主席塞缪尔·沃克雷甚至发表演说，先进的蒸汽机车的主导地位至少能保持到1980年。鲍尔温的副主席和销售主任在1937年12月声明：“将来有一天我们回顾历史会发现，铁路将从蒸汽时代直接过渡到电力时代，中间不会有内燃机时代存在。”鲍尔温深深植根于蒸汽机车，在Eddystone工厂投入的重金对此影响巨大。1929年鲍尔温正准备多样化尝试，但大萧条击倒了它，1935年鲍尔温宣布破产。
1938年鲍尔温摆脱了破产状态，采取了急切的管理上的改革以应对困境。尽管宣布向内燃机转型，但公司已经远远落后了，战后EMD和美国机车公司夺得了大多数内燃机的市场份额，相对的，鲍尔温、利马－汉密尔顿和费尔班克斯－摩根公司都衰落了。
1939年，鲍尔温推出了其第一款厂矿用内燃机车。此时通用汽车的第一款产品已经进入了货运内燃机车市场。二年后，美国参加二战破坏了鲍尔温的内燃机计划，因为战争产品委员会要求鲍尔温和美国机车公司仅仅生产蒸汽和内燃机等工厂调车机车。EMD公司则生产干线货运机车（FT系列）。这种截然不同的安排引起异议，因为这使得EMD公司战后的生产线获得了优势，最终获得了在内燃机产品研发的领先地位。
很久以后，GM的头儿阿尔弗雷德.史劳恩Alfred P. Sloan回忆了该事件的时间线来掩饰这种臆测。他说GM在1920－30年代研发内燃机，这种在自动化工业时代的标准化设计（降低了成本）和市场经验是EMD优势所在，并使其在1940年代及后来取得成功。这番讲话明显暗示着，战时产品分工制度仅仅是鲍尔温和利马的最后一颗棺材钉。这篇演讲还表明，早期的内燃即仅仅适合船舶和固定场所，而铁路内燃机需要研发进行改进：小型化，更高的功率－重量比，更可靠，做功次数多，少维修。这是一个资金密集型的投资。在1920－30年代，传统的铁路制造商要么没能力（后来者），要么没意愿（既有者）去投资。GM的内燃机研究拯救了Winton公司, Electro-Motive公司, 和GM研发部的查理斯.科特林 Charles F. Kettering。第二次世界大战中，鲍尔温还生产了M4谢尔曼坦克。
1940-1948年间,美国国内的蒸汽机车市场从30％降至2％。到了1949年，就没人买蒸汽机车了。1948年6月，鲍尔温制作电机和车厢的合作伙伴西屋電氣购买了鲍尔温50万股，从而成为占西屋－鲍尔温21％股份的大股东。鲍尔温用获得的资金填补了债务。1949年5月，西屋電氣的副主席马文·史密夫成为鲍尔温的主席。为了使产品多样化，鲍尔温与利马·汉密尔顿合作成立了鲍尔温―利马―汉密尔顿公司。然而市场持续下跌导致从1953年起，西屋電氣停止制造牵引电机，鲍尔温被迫采购通用电气的电机。

## 结束
1956年，賓夕法尼亞鐵路最终计划全部退役其蒸汽机车，同时购买大量的内燃机车。鲍尔温机车厂期望其长期忠实的客户至少能购买一些其产品，帮助自己渡过难关。但GM的EMD分公司给宾州铁路公司的不仅是新颖而可靠的GP9s机车，而且很给出了极高的优惠。而宾州铁路公司当时正陷于财政危机，所以这个订单最终为GM获得。这一交易宣告125年历史的鲍尔温机车厂走向终结，它停止了Eddystone工厂大部分业务。
1956年以后，鲍尔温机车厂再也没有机车产品，只生产重型建筑装备。截止1956年，鲍尔温制造了70500台机车，甚至现在，在世界各地的轨道上仍然有鲍尔温的蒸汽或内燃机车的运行，它们的铭牌上醒目地标识“鲍尔温机车工厂，费城，美国”。1965年起鲍尔温机车厂成为武器和公司（Armour and Company）的子公司。1970年灰狗公司收购了武器和公司，1972年关闭了鲍尔温-利马货运部门。有140年历史的鲍尔温机车厂不复存在。

## 引用文献
- Alexander, E.P., , Courier Dover Publications, 2003, ISBN 0-486-42531-2
- Best, Gerald M., , Howell-North Books, 1968.
- Brown, John K., , Studies in Industry and Society series, Baltimore, Maryland, USA: Johns Hopkins University Press, 1995, ISBN 978-0-8018-5047-9.
- Cotterell, Paul, , Abingdon: Tourret Publishing, 1984, ISBN 0-905878-04-3.
- Marx, Thomas G., , Business History Review, 1976, (50.1): 5–18.
- Warner, Paul Theodore, , Pennsylvania Railroad Company, 1924.
- Westing, Frederick, , Crown Publishing Group, 1982 [1966], ISBN 978-0-517-36167-2, LCCN 66025422

## 外部連結
- Preserved Baldwin Steam Locomotives （页面存档备份，存于）
- SteamLocomotive.com （页面存档备份，存于） - a large amount of information on steam locomotives.
- Baldwin locomotives used in Finland （页面存档备份，存于）
- Baldwin Locomotive Works collection (engine registers and order books) 1833-1956 （页面存档备份，存于） Archives Center, National Museum of American History, Smithsonian Institution.
- Baldwin Locomotive Works drawings, 1870 - 1890 （页面存档备份，存于） Archives Center, National Museum of American History, Smithsonian Institution.
- The Baldwin Locomotive Works Records, 1825-1869 （页面存档备份，存于）, including correspondence, accounts, diagrams and illustrations, are available for research use at the Historical Society of Pennsylvania.
- A brazilian Baldwin-Westinghouse electric box locomotive （页面存档备份，存于）
- Baldwin-Lima-Hamilton Corporation Records, 1854-1925 （页面存档备份，存于） (5.5 linear ft.) are housed in the Department of Special Collections and University Archives at Stanford University Libraries
- Baldwin Locomotive Works: Illustrated Catalogue of Locomotives, 1871 （页面存档备份，存于） is located at the Special Collections/Digital Library （页面存档备份，存于） in Falvey Memorial Library （页面存档备份，存于）  at Villanova University.
- Information on Baldwin 590, one of the narrow-gauge engines that Baldwin built
- Information about the "590 Restoration Project
- Midwest Central Railroad （页面存档备份，存于）
- Baldwin Locomotive Works engine specifications, 1869-1938 （页面存档备份，存于） 78 manuscript volumes digitized from microfilm reels containing engine specifications of locomotives built for various United States and foreign railroad companies. DeGolyer Library holds Volumes 5-82. The Baldwin Locomotive Works collection, which is devoted to the largest and most influential manufacturer of steam railroad locomotive engines in the world, includes books, specifications, engineering drawings, advertising and corporate publications, ledgers, and manuscripts.
- Baldwin Locomotive Works Extra Order Books, 1890-1909 （页面存档备份，存于） 19 manuscript volumes of digitized extra order books of shop and sales records detailing orders by railroad companies for extra parts or repairs. The Baldwin Locomotive Works collection, which is devoted to the largest and most influential manufacturer of steam railroad locomotive engines in the world, includes books, specifications, engineering drawings, advertising and corporate publications, ledgers, and manuscripts.
- Baldwin Locomotive Works的作品  - 古騰堡計劃
- 互联网档案馆中鲍尔温机车厂的作品或与之相关的作品